# Илия
Илия́ (ивр. אֵלִיָּהוּ‎ [Элийя́ху], ивр. אֵלִיָּה‎ [Элийя́] «Бог мой Яхве»; др.-греч. Ἡλίας; в исламе — араб. إلياس‎ [Илья́с]) — библейский пророк в Израильском царстве в IX веке до н. э.
В христианстве является самым почитаемым ветхозаветным святым. Память в Православных церквях, использующих юлианский календарь, совершается 20 июля (2 августа) , в остальных Церквях — 20 июля. В Католической церкви память 16 февраля. Почитается и в Древних восточных церквях. У восточных славян пророк Илия пользовался особенным почитанием (см. Ильин день).
Считается покровителем воздушно-десантных войск и воздушно-космических сил России.

## Имя
Фесвитянин — прозвание пророка Илии, вероятно, по месту его отечества город Фисвы.
Еврейское имя пророка Илии — Элийя, Элийяху, что означает «мой Бог – Яхве».

## Жизнь
Илия был ревностным поборником чистоты веры в Израильском царстве и грозным обличителем идолопоклонства и нечестия. Его деятельность относится к царствованию Ахава, когда гордая и властолюбивая жена слабохарактерного царя, финикиянка Иезавель, решила установить культ Ваала и Астарты.
Предание гласит, что истинные ревнители благочестия были изгнаны из страны, и при дворе был учреждён штат жрецов Ваала. Грозным обличителем за попрание святыни явился пророк Илия, который совершал много чудес, чтобы вразумить нечестивого царя. История его жизни и деятельности излагается в Третьей и Четвёртой Книгах Царств (3Цар. 17—21 и 4Цар. 1, 2).
Когда нечестие Ахава достигло крайней степени, пророк возвестил царю, что за его нечестие страну на несколько лет постигнет голод (3 Цар. 17:1). Но Ахав не раскаялся, началась борьба между царём и пророком, окончившаяся торжеством последнего. Во время жертвоприношения на горе Кармил (Кармель), устроенного с целью испытания и сравнения, с одной стороны, могущества Яхве в лице пророка Илии и, с другой стороны, могущества Ваала, в лице 450 пророков, и могущество Астарты, в лице 400 пророков; жрецы Ваала и Астарты в количестве 850 человек потерпели полное поражение и собственноручно были казнены пророком Илиёй, после чего трупы пророков были сброшены в реку Киссон (3Цар. 18:40). Это ещё более разъярило Иезавель, которая поклялась убить Илию.
Но пророк ушёл в пустыню. Побывав у горы Синай, Илия опять вернулся в царство Израильское, по воле Господа избрал себе ученика и преемника в лице Елисея, обличил Ахава в бесчестном захвате виноградника у Навуфея, окончательно смирил Ахава и обличил его преемника Охозию за его обращение по случаю болезни к аккаронскому идолу Веельзевулу.

## Вознесение
Как в иудаизме, так и в христианстве считается, что Илия был взят на Небо живым: «вдруг явилась колесница огненная и кони огненные, и разлучили их обоих, и понесся Илия в вихре на Небо» (4Цар. 2:11). Согласно Библии, до него живым на небеса был взят лишь Енох, живший до Потопа (Быт. 5:24). Впрочем, в православном богословии есть мнение, что Илия был вознесён не на небо, но в некое сокровенное место, в котором и ожидает дня Второго пришествия Иисуса Христа. Согласно церковному преданию, Илия вместе с Енохом является одним из апокалиптических «двух свидетелей» (Откр. 11:3), которые по окончании своего свидетельства будут убиты зверем, «выходящим из бездны» (Откр. 11:7).
В книге Премудрости Иисуса, сына Сирахова событие вознесения Илии описывается так: «Илия сокрыт был вихрем, — и Елисей исполнился духом его» (Сирах. 48:12). Согласно Четвёртой книге Царств, Илия оставил пророку Елисею свою верхнюю одежду («милоть»), сбросив её ему уже с огненной колесницы (4Цар. 2:11-13).

## Перед Вторым пришествием Иисуса Христа
В Книге пророка Малахии сказано, что Бог пошлёт пророка Илию назад на землю: «Вот, Я пошлю к вам Илию пророка пред наступлением дня Господня, великого и страшного» (Мал. 4:5). В христианстве считается, что здесь идёт речь о Втором пришествии Иисуса Христа, хотя многие считают, что здесь говорилось о пророке Иоанне Крестителе (Мф. 17:12), (Мф. 11:14), который приходил в духе Илии и который предшествовал Первому пришествию Христа. Иоанн Дамаскин писал, что перед вторым пришествием Иисуса Христа пророк Илия спустится с небес, чтобы обличить лжемессию и обратить остаток Израиля к истинному Богу — убедив иудеев принять Христа.

## Чудеса, связанные с Илией, описанные в Ветхом Завете
- По молитве пророка Илии «заключилось» небо и не давало дождя (3 Цар. 17:1), из-за чего случился голод.
- По слову Бога пищу ему приносили вороны (3 Цар. 17:6) и Ангел (3 Цар. 19:5-6). Позднейшие переводчики предполагали, что слово могло означать не воронов, а арабов, тем более что речь шла о пустыне (оба данных слова писались на иврите одинаково, но с разными огласовками: orvim — arabim)[13].
- По слову пророка пища в доме сарептской вдовы не кончалась (3 Цар. 17:13-16).
- Воскресил отрока сарептской вдовы (3 Цар. 17:21-22), который, предположительно, впоследствии стал пророком Ионой — см. сарептская вдова.
- Низвёл огонь на жертвенник (3 Цар. 18:36-38).
- По его молитве Бог дал дождь на землю после трёхлетного «заключения» неба (3 Цар. 18:41-45).
- Говорил с Богом лицом к лицу, закрыв при этом своё лицо (3 Цар. 19:9-14).
- Низводил огонь с небес как для наказания грешников, так и для знамения истинного Богопочитания (4 Цар. 1:10-12).
- Разделял реку Иордан подобно Моисею, ударив по ней своей одеждою (4 Цар. 2:8).
- Был вознесён живым на небо за особую праведность перед Богом (4 Цар. 2:11).

## Пророк Илия в Новом Завете
Пророк Илия упоминается несколько раз в Новом Завете. Так, описан эпизод, как старейшины и народ спрашивали Иоанна Предтечу, когда он проповедовал на берегах Иордана в духе и силе Илии и даже по внешности походил на него, не он ли Илия? Также ученики Иисуса Христа, согласно Евангелию от Матфея, спрашивали Его, не должен ли перед Мессией прийти Илия. На что Христос ответил: «правда, Илия должен прийти прежде и устроить все; но говорю вам, что Илия уже пришел, и не узнали его, а поступили с ним, как хотели; так и Сын Человеческий пострадает от них» (Мф. 17:11-12). Тогда ученики поняли, что Иисус говорил об Иоанне Крестителе, который был обезглавлен (Мк. 6:28).
Во время Преображения Иисуса Христа Илия пророк явился вместе с Моисеем, и они беседовали с Иисусом «об исходе Его, который Ему надлежало совершить в Иерусалиме» (Лк. 9:31). По мнению Иоанна Златоуста, «один умерший и другой, ещё не испытавший смерти», предстали для того, чтобы показать, что «Христос имеет власть над жизнью и смертью, владычествует над небом и землёй». Предполагается, что он есть один из двух светильников предстоящих перед Богом и должен явиться пред вторым пришествием Христа на землю (Откр. 11:3—12). Во время страданий Христа на кресте некоторые из людей думали, что Христос зовёт пророка Илию на помощь, и ожидали его прихода.

## Пророк Илия в иудаизме
В иудейской традиции считается, что Илия должен вернуться на землю пред пришествием Мессии. Машиах (Мессия) в переводе с иврита означает «помазанник», то есть «помазанный на царство». Первый царь был помазан пророком (по указанию свыше) на царствование. В дальнейшем цари не обязаны были быть помазаны пророком на царствования. Однако, в период смуты и потрясений, когда не было однозначно ясно, кто должен быть следующим царём, прибегали к помощи пророка. Вот уже около двух тысяч лет нет пророков и царей. Очевидно, что новый царь обязан быть помазанным пророком, так как это единственный способ узнать, кто им должен быть. Перед приходом Машиаха, Илия должен будет спуститься с небес, для того, чтобы помазать его на царство.

## Пророк Илия в исламе
Илья́с (араб. إلياس‎) — исламский пророк (наби), посланный к народу Израиля. Упоминается в Коране дважды. В Коране назван посланником (мурсал), праведником (салих), верующим (мумин).
Ильяс был послан к израильтянам, которые отступили от заповедей Аллаха и стали поклоняться идолам. Он руководствовался шариатом Мусы (Моисея). Племя пророка Ильяса воздвигло в Баальбеке своему главному идолу Баалу гигантский памятник высотой в 8-10 метров. Ильяс призывал своих соплеменников отказаться от поклонения Баалу, но его проповедь не была воспринята его народом. Соплеменники Ильяса сочли его слова ложью и изгнали, за это понесли суровое наказание. Начавшаяся засуха вызвала неурожай, гибель скота и голод. Израильтяне вернули Ильяса, и они вновь стали слушаться его и поклоняться Аллаху. Благодаря молитвам Пророка пошли дожди, и жизнь в племени нормализовалась. Со временем народ вновь вернулся к идолопоклонству, за что стал обречён на вечные муки ада.
Покинув своё племя, Ильяс стал проповедовать среди других израильских племён, одно из которых хорошо приняло его. С помощью молитвы Ильяс излечил юношу по имени Аль-Яса, который стал его верным учеником и следующим израильским пророком.
Исламское предание повествуют о праведнике Ильясе, которому Аллах даровал власть над дождём, а затем вознёс на небеса. Он всё время путешествует по миру вместе с Хидром, регулярно посещает Иерусалим и Мекку. Когда он и Хидр расстаются, то произносят друг другу славословия, повторяя которые люди могут уберечься от пожара, потопления, воровства, укусов ядовитых змей и насекомых и т. д. Иногда Ильяса идентифицируют с Хидром или пророком Идрисом.

## В славянской традиции
Пророк Илья в славянской народной традиции — повелитель грома, небесного огня, дождя, покровитель урожая и плодородия. Илья — «грозный святой». На Руси он функционально заменил языческого громовержца Перуна. Представления о том, что Илья ездит по небу на колеснице, гремит и пускает молнии, преследуя змея, не являются славянской новацией. Об их широком бытовании ещё среди византийцев свидетельствует «Житие Андрея Юродивого», написанное не позднее X века. Согласно С. А. Иванову, «образ Илии как громовержца, разъезжающего по небу на колеснице, есть плод позднего народно-религиозного переосмысления». Н. М. Гальковский утверждает, что в связи с введением христианства на Руси древние верования в Перуна смешались с новыми христианскими, где многие черты Перуна были перенесены на Илью пророка. Концепцию прочного заслонения в христианское время пророком Ильёй бога Перуна высказывает и Б. А. Рыбаков. По его мнению, народное празднование Ильина дня обладало признаками «древнего языческого культа», поскольку этот грозовой день и был исконным днём громовержца Перуна. Замещение Перуна Ильёй случилась ещё до крещения Руси, когда только часть киевского боярства приняла христианство: в договоре Руси с Византией 945 года говорится о русах-язычниках, клявшихся Перуном, и о русах-христианах, приносивших присягу в соборной церкви пророка Ильи.
Согласно славянским народным легендам, опирающимся на книжную (библейскую, богомильскую) традицию, Илья был взят живым на небо. До 33 лет Илья сидел сиднем и был исцелён и наделён огромной силой ходившим по земле Богом и св. Николаем (ср. Богатырь), после чего был вознесён на небо (орлов.), ср. былинный сюжет об Илье Муромце. Святой ездит по небу на огненной (золотой) колеснице. По украинским поверьям, солнце — колесо от колесницы Ильи-пророка, Млечный путь — дорога, по которой ездит пророк, запряжённой огненными (белыми, крылатыми) конями (в.-слав.), или на белом коне (болг.), отчего и происходит гром. Зимой Илья ездит на санях, поэтому грозы и грома не бывает (орлов.). Сила Ильи-громовержца столь велика, что её приходится сдерживать: Бог возложил на голову Ильи камень в 40 десятин (орлов.), сковал ему одну руку и ногу (карпат.); сестра Ильи Огненная Мария скрывает от него день его праздника, иначе он от радости побьёт молниями весь свет (серб.); у св. Ильи есть только левая рука; если бы он имел обе руки, то перебил бы всех дьяволов на земле (банатские геры). Перед концом света Илья спустится на землю и три раза объедет свет, предупреждая о Страшном Суде (орлов.); явится на землю умирать или примет мученическую смерть через отсечение головы на шкуре огромного вола, который пасётся на семи горах и выпивает семь рек воды; пролившаяся при этом кровь пророка сожжёт землю (карпат.). По легенде из Галиции, конец света наступит, когда Илья «так впалит громами, що земля росипитси i спалитси»; ср. русский духовный стих «О Страшном Суде», в вариантах которого святой выступает в роли исполнителя воли Господа, карающего грешный человеческий род.
Н. А. Веселовский, ссылаясь на греческого исследователя Николая Полита, указывает, что на святого перешли некоторые черты Гелиоса и Зевса, а также о схожести греческих обычаев дня Ильи-пророка (Ильи Громовника) и германо-славянских обычаев Иванова дня.

Вершины греческих гор часто носят имя св. Илии, и на большей их части возвышаются посвященные ему часовни. Наиболее известная из них стоит на высочайшей вершине Тайгета, прозванного «горой св. Ильи» уже в XVIII веке, по свидетельству лаконского поэта Никиты Нифаки. Двадцатого июля/[2 августа], в день, посвященный Восточною Церковью памяти пророка, паломники, с трудом взобравшиеся на вершину горы, разводят вечером множество костров, в которые бросают в честь святого ладан. Как только завидят эти огни окрестные жители, сами начинают палить вороха сена и соломы, пляшут вокруг и прыгают через них. Замечательно, рядом с обычаем жечь на Тайгете костры в праздник св. Ильи, отсутствие там такого же обычая на 24 июня (7 июля), известного в других частях Греции и по всей Европе.
М. А. Колосов, посетивший в 1876 году город Муром и село Карачарово, отметил, что местные жители отождествляют былинного богатыря Илью Муромца с Ильёй-пророком.

## В литературе
- Пауло Коэльо, «Пятая гора»